# جمهورية كاريليا الاشتراكية السوفيتية ذاتية الحكم
جمهورية كاريليا الاشتراكية السوفيتية ذاتية الحكم (بالروسية: Каре́льская Автоно́мная Сове́тская Социалисти́ческая Респу́блика)‏ يشار إليها أحيانًا باسم كاريليا السوفيتية أو كاريليا، هي جمهورية تتمتع بالحكم الذاتي من الاتحاد السوفيتي الروسي، وعاصمتها بتروزافودسك.
تم تشكيلها جزءا من جمهورية روسيا الاتحادية الاشتراكية السوفيتية بموجب قرار هيئة رئاسة اللجنة التنفيذية المركزية لعموم روسيا (VTsIK) في 27 يونيو 1923 وبموجب مرسوم (VTsIK) ومجلس مفوضي الشعب في 25 يوليو 1923 من كومونة العمل كاريليان. في عام 1927، تم تقسيم كاريليا إلى مناطق،  والتي حلت محل الفولوست القديمة. (فولوست "volosts" هو التقسيم الإداري التقليدي في أوروبا الشرقية).
من عام 1940 إلى عام 1956، تم دمج الأراضي التي تم ضمها من فنلندا (والتي كانت تشكل لفترة وجيزة دمية جمهورية فنلندية ديمقراطية) مع جمهورية كاريليان السابقة ذاتية الحكم لتشكيل جمهورية كاريلو الفنلندية الاشتراكية السوفيتية، التي كانت تتمتع بوضع جمهورية اتحاد في الهيكل الفيدرالي الاتحاد السوفيتي. ومع ذلك، بحلول هذا الوقت، كان جزء صغير فقط من سكان هذه المنطقة من خلفية عرقية كاريلية أو فنلندية. يعتقد بعض المؤرخين اللاحقين أن هذه الترقية غير التقليدية كانت على الأرجح «وسيلة ملائمة لتسهيل الدمج المحتمل لأراضي فنلندية إضافية»  (أو كل فنلندا ) أو «على الأقل وسيلة للحفاظ على فنلندا باستمرار تحت السلاح».
اعتبارًا من 9 أغسطس 1990، أعلن اتحاد جمهورية كاريليا الاشتراكية السوفيتية سيادة الدولة وأعيد تسميتها إلى جمهورية كاريليا في 13 نوفمبر 1991 وما زالت كيانات روسيا الاتحادية لروسيا.

## السكان الأصليون المشهورون
شباليكوف ، جينادي فيدوروفيتش-شاعر سوفيتي ، مخرج سينمائي ، كاتب سيناريو.
ألكسندر ج. سيدياكين-رئيس اللجنة التنفيذية المركزية لروسيا المتحدة

## الإدارة

### رؤساء هيئة رئاسة مجلس السوفيت الأعلى
- ألكسندر فاسيليفيتش شوتمان (25 يونيو 1923 - 1924)
- ألكسندر فيودوروفيتش (ديسمبر 1924 - مايو 1928)
- نيكولاي ألكساندروفيتش يوشيف (يناير 1929 - 13 يناير 1934)
- فاسيلي بتروفيتش أفيركيف (13 يناير 1934 - 1935)
- نيكولاي فاسيليفيتش أركييبوف (فبراير 1935 - نوفمبر 1937)
- مارك فاسيليفيتش جورباتشوف (نوفمبر 1937 - 31 مارس 1940)
- بافيل ستيبانوفيتش بروكونن (16 يوليو 1956 - 18 يوليو 1979)
- ن.كالينين (بالوكالة) (18 يوليو 1979 - 18 أغسطس 1979)
- إيفان بافلوفيتش مانكين (18 أغسطس 1979 - 9 مارس 1984)
- ن.كالينين (بالوكالة) (9 مارس 1984 - 18 أبريل 1984)
- إيفان إيليتش سينكين (18 أبريل 1984 - 12 ديسمبر 1985)
- شيريموفسكي (بالوكالة) (12 ديسمبر 1985 - 21 يناير 1986)
- كوزما فيليبوفيتش فيلاتوف (21 يناير 1986 - 27 ديسمبر 1989)
- فيكتور نيكولايفيتش ستيبانوف (27 ديسمبر 1989 - 18 أبريل 1990)